# Karlee Grey
Karlee Grey (Coconut Creek, Florida; 25 de enero de 1994) es una actriz pornográfica y modelo erótica estadounidense.

## Biografía
Nació en enero de 1994 en la ciudad de Coconut Creek, ubicada en el condado de Broward, en el estado de Florida, en el seno de una familia con ascendencia brasileña e italiana. No se tiene mucha información sobre su biografía anterior al año 2014, cuando debutó como actriz pornográfica a los 20 años de edad.
Como actriz, ha trabajado para productoras como Wicked, Erotica X, Evil Angel, Elegant Angel, Girlfriends Films, Pure Taboo, Reality Kings, Bangbros, New Sensations, Burning Angel, Vixen, Hustler, Brazzers, Jules Jordan Video o Naughty America.
En 2016 destacó por ser nominada tanto en los Premios AVN como en los XBIZ en la categoría de Mejor actriz revelación. Ha recibido diversas nominaciones en los AVN. Entre ellas, en 2016 recibió las de Mejor escena de sexo en grupo por las películas Manuel Ferrara's Reverse Gangbang 3 y Orgy Masters 7. En 2017 a Mejor actriz por Student Bodies 5 y en 2018 a Mejor actriz de reparto por Ingenue.
Karley Grey grabó su primera escena interracial en Karlee's First Time y su primera escena de blowbang en Karlee Grey's 1st Blow Bang, película que le valió la nominación en 2018 en los Premios AVN en la categoría de Mejor escena de sexo oral.
Se retiró a comienzos de 2019 después de quedarse embarazada, retomando sus compromisos a finales del mismo año y continuando desde entonces hasta 2022. Ha aparecido en más de 720 películas como actriz.
Algunos trabajos suyos son Angela Loves Women 3, Big Bodacious Knockers 12, Call Me, Dirty Talk 3, Erotic Seduction, Hollywood Ending, Latin Adultery 29, Massage My Bush, Oil Explosion, Pure Bush 2 o Stacked 7.

## Premios y nominaciones
| Año  | Ceremonia    | Resultado | Premio                                                 | Trabajo                                      |
| ---- | ------------ | --------- | ------------------------------------------------------ | -------------------------------------------- |
| 2016 | Premios AVN  | Nominada  | Mejor actriz revelación                                | —                                            |
| 2016 | Premios AVN  | Nominada  | Mejor escena de sexo en grupo                          | Manuel Ferrara's Reverse Gangbang 3          |
| 2016 | Premios AVN  | Nominada  | Mejor escena de sexo en grupo                          | Orgy Masters 7                               |
| 2016 | Premios AVN  | Nominada  | Mejor escena POV de sexo                               | Jerkoff Material 12                          |
| 2016 | Premios AVN  | Nominada  | Premio fan: Debutante más caliente                     | —                                            |
| 2016 | Premios XRCO | Nominada  | Mejor actriz revelación                                | —                                            |
| 2016 | Premios XBIZ | Nominada  | Mejor actriz revelación                                | —                                            |
| 2017 | Premios AVN  | Nominada  | Mejor actriz                                           | Student Bodies 5                             |
| 2017 | Premios AVN  | Nominada  | Mejor escena de trío M-H-M                             | Oil Explosion                                |
| 2017 | Premios AVN  | Nominada  | Mejor escena de sexo en realidad virtual               | Party of Sex                                 |
| 2017 | Premios XBIZ | Nominada  | Mejor escena de sexo en película de parejas o temática | Student Bodies 5                             |
| 2018 | Premios AVN  | Nominada  | Mejor actriz de reparto                                | Ingenue                                      |
| 2018 | Premios AVN  | Nominada  | Mejor escena de sexo chico/chica                       | Karlee Grey Gets Her Pussy Fucked Unscripted |
| 2018 | Premios AVN  | Nominada  | Mejor escena de sexo oral                              | Karlee Grey's 1st Blow Bang                  |
| 2018 | Premios AVN  | Nominada  | Mejor escena de trío H-M-H                             | Good Times                                   |
| 2018 | Premios XBIZ | Nominada  | Mejor actriz en película de sexo en pareja             | Ingenue                                      |
| 2018 | Premios XBIZ | Nominada  | Mejor escena de sexo en película gonzo                 | Angela Loves Threesomes 2                    |
| 2018 | Premios XBIZ | Nominada  | Mejor escena de sexo en película tabú                  | My Stepsister and I Share Cock               |
| 2019 | Premios AVN  | Nominada  | Mejor actriz en mediometraje                           | Electra Complex                              |
| 2019 | Premios AVN  | Nominada  | Mejor escena de trío M-H-M                             | Slut Puppies 12                              |
| 2019 | Premios AVN  | Nominada  | Premio fan: Mejores pechos                             | —                                            |
| 2019 | Premios XBIZ | Nominada  | Mejor actriz en película tabú                          | The Electra Complex                          |
| 2019 | Premios XBIZ | Nominada  | Mejor escena de sexo en película gonzo                 | Join Me for a Threesome 2                    |
| 2021 | Premios XBIZ | Nominada  | Artista lésbica del año                                | —                                            |
| 2022 | Premios AVN  | Nominada  | Artista lésbica del año                                | —                                            |
| 2022 | Premios XBIZ | Nominada  | Artista lésbica del año                                | —                                            |